# Nandarthan
Nandarthan (o Nagardhan) és un poble del districte de Nagpur a Maharashtra a 21° 21′ N, 79° 21′ E / 21.350°N,79.350°E, prop de Rantek a la carretera de Kamtee. El 1881 tenia 2.614 habitants.
Fou notable per la batalla lliurada fora de la fortalesa el desembre de 1817, quan els britànics assetjaven Nagpur (ciutat), en què les forces del raja de Nagpur foren derrotades.